# BR Fernsehen
Das BR Fernsehen (von 1973 bis 2016 „Bayerisches Fernsehen“) ist das regionale Fernsehprogramm des Bayerischen Rundfunks, früher auch als Drittes Fernsehprogramm bezeichnet, das ein auf den Freistaat Bayern abgestimmtes Vollprogramm im 24-Stundenbetrieb darstellt.

## Geschichte

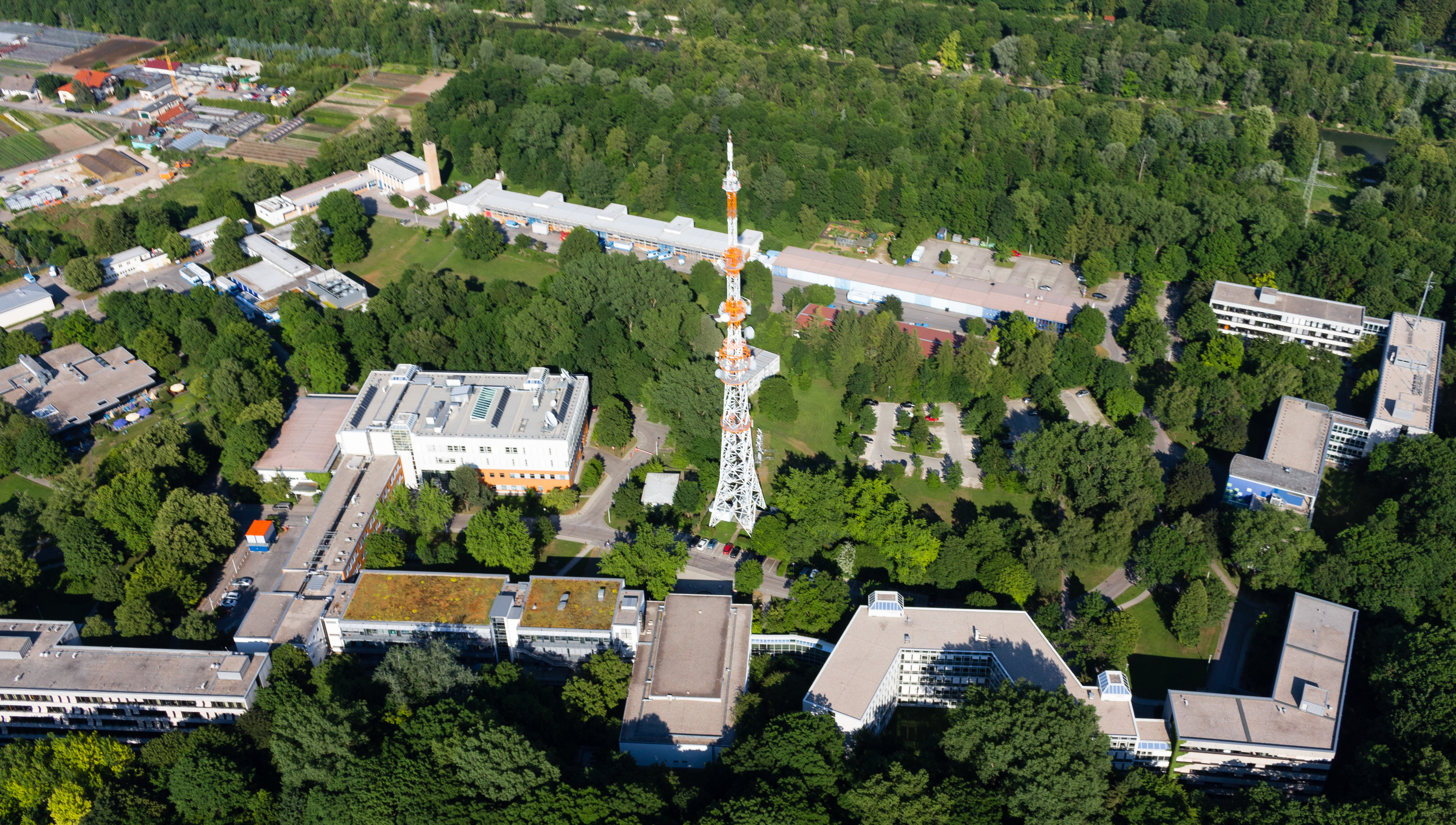
BR Fernsehen, München Freimann, 2014

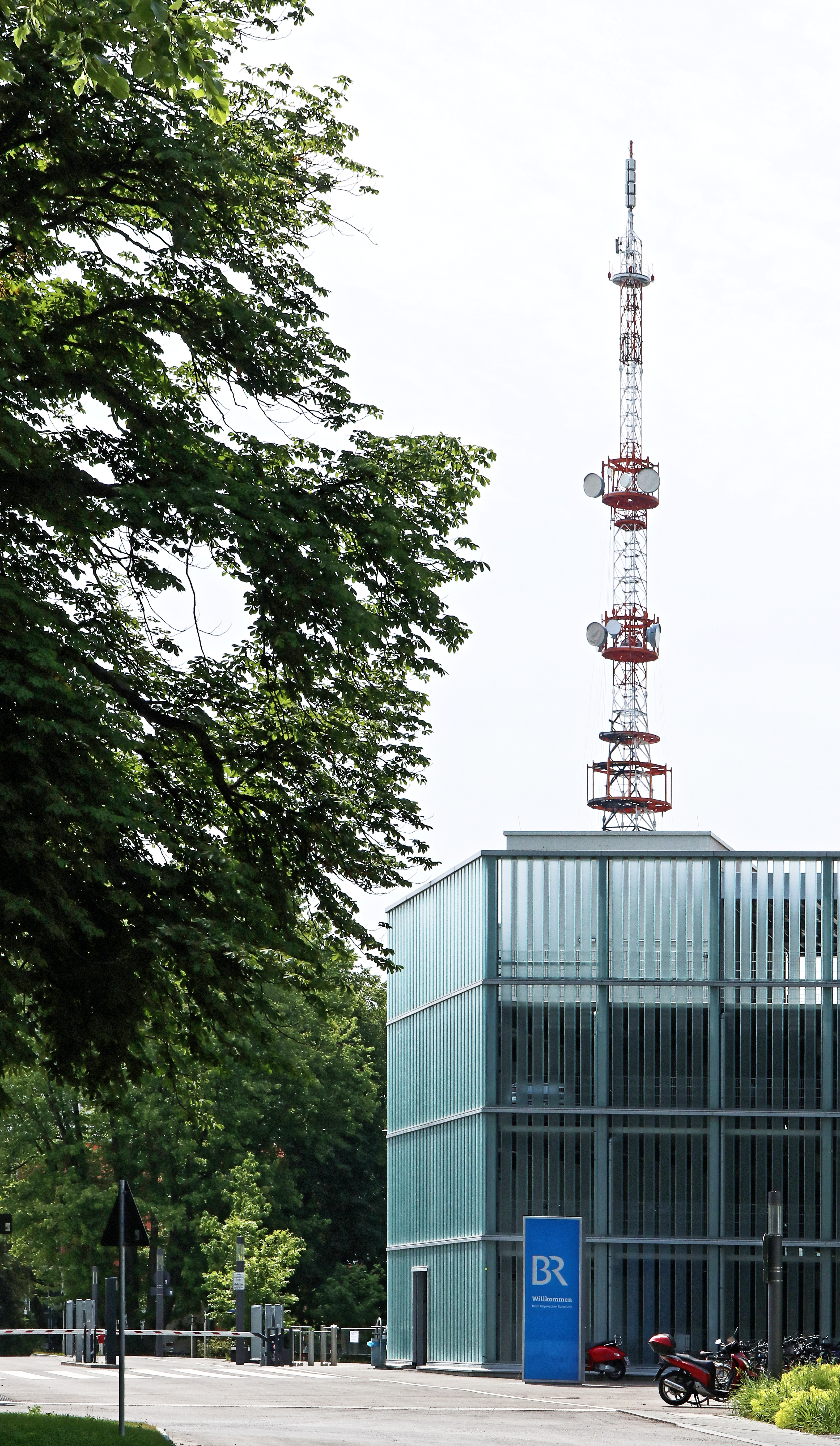
Sendezentrum Freimann 2021

Der Einstieg des Bayerischen Rundfunks in das damals noch junge Medium Fernsehen begann am 11. Mai 1953 in einem Fernseh-Versuchsstudio im Blindenheim an der Lothstraße 62 in München.  Mit aus England importierten Kameras liefen die ersten Versuche im Theatersaal des Blindenheims. Am 6. November 1954 lieferte der BR erste Beiträge für das ARD-Gemeinschaftsprogramm, zunächst als bayerisches Regionalmagazin, das ab dem 8. November 1954 unter dem Titel Die Münchner Abendschau im regionalen Fenster der ARD ausgestrahlt wurde, in schwarzweiß aus München-Freimann. Die Sendung Die Münchner Abendschau, heute unter dem Titel Abendschau gilt heute als Beginn der Fernseh-Ära in Bayern. Der Sendestart des Bayerischen Fernsehens als eigenständigem Regionalprogramm erfolgte am 14. September 1964 unter der Bezeichnung Studienprogramm, das von da an regelmäßig ausgestrahlt wurde. Es ist das älteste Dritte Programm Deutschlands. Am gleichen Tag startete der erste in Deutschland hergestellte Fernseh-Sprachkurs „Benvenuti in Italia“. Im Oktober 1973 erfolgte die Umbenennung in „Bayerisches Fernsehen“, für das in der Folge etliche Sendungen wie BR unterwegs oder Bergauf-Bergab neu eingeführt wurden. Seit Januar 1978 gilt es als Vollprogramm, damals noch ohne die Nachrichtensendung Rundschau, aber bereits mit einer Auseinanderschaltung zwischen Franken und Schwaben/Altbayern, wenn auch nur für 30 Minuten am Sonntagnachmittag. Maßgeblich bestimmt wurden der Einstieg des Bayerischen Rundfunks ins Fernsehen von Clemens Münster, zunächst 1952 in seiner Eigenschaft als Fernsehbeauftragter und ab 1. April 1954 erster Fernsehdirektor.
Im November 1985 begann die Ausstrahlung des Programms über Satellit, zunächst auf Intelsat V. In der Folge wurde das Bayerische Fernsehen in praktisch allen westdeutschen Kabelnetzen eingespeist.
Um den Vollprogrammcharakter zu betonen, stellte der BR 2005 sein Fernsehprogramm unter das Motto „Bayerisches Fernsehen – Die Welt aus Bayern“. Dazu wurden eigens Videoclips produziert, unter anderem mit der Moderatorin Sabine Sauer und dem Fürther Comedy-Duo Martin Rassau und Volker Heißmann.
Im Oktober 2007 hat der Bayerische Rundfunk ein Relaunch seiner Programme durchgeführt. Auch das BR Fernsehen erfuhr eine Programmmodernisierung. Das alte Programmschema wurde angepasst, erneuert und nach modernen Gegebenheiten modifiziert. Die Rundschau wurde hingegen nur in geringem Maße modifiziert.
Seit 22. Juni 2008 existieren im digitalen Netz zwei Regionalversionen: Das Bayerische FS Nord für Franken und das Bayerische FS Süd für Altbayern und Schwaben.
Am 30. April 2012 begann ein HD-Simulcast, wobei bis zum 4. November 2014 wegen fehlender technischer Voraussetzungen das gesamte Programm auf das hochauflösende Format 720p hochskaliert wurde. Zum 7. Januar 2013 hat das BR Fernsehen erneut sein Programm geändert, um den neuen Sehgewohnheiten der Zuschauer am Abend besser entgegenzukommen. Dabei wurde eine täglich einheitliche, spätere Sendezeit für das Rundschau-Magazin, nämlich 21:45 Uhr, als zentraler Punkt für das neue Programmschema gesetzt. Außerdem wurden Sendungen, die in etwa die gleichen Zuschauer ansprechen, an einen Sendetag gelegt und Programmplätze für Sendungen, die jüngere Zuschauer ansprechen, in das neue Schema aufgenommen.
Die Umbenennung von Bayerisches Fernsehen in BR Fernsehen erfolgte im Frühjahr 2016. Am 11. April 2016 erhielt das Bayerische Fernsehen ein verändertes Logo, ein neues On-Air-Design und ein neues Programmschema. Es löste das alte Logo ab, das in abgewandelter Variante vom Studienprogramm übernommen wurde. Eine bedeutende Änderung im Programmablauf war die Übernahme der ARD-Tagesschau um 20:00 Uhr. Außerdem erhielt auch die Nachrichtensendung Rundschau ein neues Design und neue Sendeplätze. Der bisherige Claim des Bayerischen Fernsehens Da bin ich daheim wurde beibehalten.
Zum 1. März 2022 wurde die über 42 Jahre alte Nachrichtensendung Rundschau samt allen ihren Ablegern in BR24 umbenannt, um eine einheitliche Dachmarke für Nachrichten im BR zu schaffen.

### Entwicklung des Logos

Erstes Logo
Logo von 1993 bis 2001
Logo von 2001 bis 2007
Logo von 2007 bis 2016
Logo von 2016 bis 2025
Logo seit 2025

## Mitarbeiter
Laut Geschäftsbericht 2014 waren 8 % der insgesamt 3.054 festangestellten Mitarbeiter (Planstellen) des Bayerischen Rundfunks dem Fernsehbereich d. h. der Fernsehdirektion mit insgesamt 253 Planstellen zugeordnet. Die Informationsdirektion, der die Information im BR-Hörfunk, im BR Fernsehen und im Online-Angebot des Bayerischen Rundfunks obliegt, hatte laut BR-Geschäftsbericht 2014 insgesamt 260 Planstellen. Im Vergleich hierzu beschäftigte die Administration des Bayerischen Rundfunks, bestehend aus Intendanz, Juristischer Direktion und Verwaltungsdirektion mit 627 festangestellten Mitarbeitern mehr als zweimal so viele festangestellte Mitarbeiter als die für das gesamte trimediale Informationsangebot des Bayerischen Rundfunks zuständige Informationsdirektion.

## Zuschauerakzeptanz
Mit einem durchschnittlichen deutschlandweiten Marktanteil von 1,7 % lag das BR Fernsehen 2015 im Vergleich mit den anderen dritten Fernsehprogrammen an fünfter Stelle. Mit 2,5 % führt das NDR-Fernsehen das Quotenranking, gefolgt vom WDR-Fernsehen mit einem deutschlandweiten Marktanteil von 2,2 %, dem MDR-Fernsehen mit 2,0 %, dann das SWR-Fernsehen mit 1,8 Prozent. Es folgt nach dem BR Fernsehen das hr-fernsehen mit 1,2 % und das rbb-Fernsehen mit 1,1 %. Das Ranking der Dritten ARD-Programme ist für 2014 und 2015 unverändert.
Etwas anders stellt sich die Position des BR Fernsehens aus regionaler Sicht und das Ranking der Sender innerhalb der ARD dar, wenn man die Einschaltquoten des Jahres 2015 in den jeweiligen Sendegebieten der Dritten ARD-Programme miteinander vergleicht. Da lag das BR Fernsehen mit einem Marktanteil von 7,5 % (2014: 7,1 %) an dritter Stelle nach dem NDR- und MDR-Fernsehen. Der MDR hielt 2015 seine seit jeher behauptete Spitzenposition mit 9,0 % Marktanteil (gleich mit 2014), der NDR lag 2015 bei 7,8 % (2014: 8,1 %). Das hr-Fernsehen wies 2015 eine Quote von 7,0 Prozent auf (2014: 6,6 %), das SWR-Fernsehen 6,9 % (2014: 6,7 %). Das WDR-Fernsehen hat 2015 mit 6,6 % Marktanteil um 0,6 Prozentpunkte im Vergleich mit 2014 verloren. Den letzten Platz im Ranking der Dritten ARD-Programme nahm 2015 wie in den Jahren zuvor das rbb-Fernsehen mit 6,3 Prozent ein (2014: 6,2 Prozent).

## Programm
Rund zwei Drittel der Sendungen im BR Fernsehen fallen nach eigenen Angaben des Senders unter die Kategorie Information. Der Schwerpunkt liegt in der regionalen Berichterstattung und auf gesellschaftspolitisch und kulturell orientierten Sendungen. In den Hauptnutzungszeiten werden fast ausschließlich eigene Produktionen gesendet.
Mit der Umbenennung des Bayerischen Fernsehens in BR Fernsehen am 11. April 2016 gab es auch einige Änderungen im Programmschema, unter anderem die Ausstrahlung der Tagesschau um 20:00 Uhr, lediglich ab der Anmoderation der Wettervorhersage der regulären Tagesschau-Wetterkarte, blendet sich der BR aus und zeigt eine eigene Vorhersage für Deutschland im Allgemeinen und Bayern im Speziellen. Auch bei den 19:00-Uhr-Sendungen und im Spätabendprogramm gab es viele Neuerungen.
Die gravierendsten Änderungen gab es bei der Nachrichtensendung Rundschau, welche ein neues Studio, ein neues Design, neue Inhalte und neue Sendeplätze erhielt. Ab März 2022 wurde in einem weiteren Schritt sogar komplett auf den traditionellen Namen Rundschau verzichtet, die Nachrichtensendung wurde in BR24 umbenannt, um eine einheitliche Dachmarke für Nachrichten im BR zu schaffen.
Zum 1. Juli 2020 wurde die nach Hörfunk und Fernsehen definierten Programm- und Direktionsstrukturen abgeschafft. Als Ergebnis des 2013 begonnenen trimedialen Umbaus unter dem Titel BR hoch drei werden seit diesem Tag alle Programminhalte des Bayerischen Rundfunks auf allen Ausspielwegen von den beiden Programmdirektionen Kultur und Information verantwortet. Die medienübergreifende Programmdirektion Information leitet seit 1. Mai 2014 Thomas Hinrichs. Als Leiter der Programmdirektion Kultur fungiert seit März 2022 Björn Wilhelm.

## Fernsehdirektoren
- Clemens Münster (1953–1971)
- Helmut Oeller (1971–1987)
- Wolf Feller (1987–1995)
- Gerhard Fuchs (1995–2012)
- Bettina Reitz (2012–2015)
- Andreas Bönte (2015–2016, kommissarisch)
- Reinhard Scolik (2016–2021, ab 2020 Programmdirektion Kultur)
- Thomas Hinrichs seit 2014 Programmdirektion Information
- Björn Wilhelm seit 2022 Programmdirektion Kultur